# Chamacuero, Coahuila
Chamacuero är en ort i Mexiko.   Den ligger i kommunen Allende och delstaten Coahuila, i den norra delen av landet, 1 000 km norr om huvudstaden Mexico City. Chamacuero ligger 435 meter över havet och antalet invånare är 109.
Terrängen runt Chamacuero är platt. Runt Chamacuero är det ganska glesbefolkat, med 24 invånare per kvadratkilometer. Närmaste större samhälle är Allende, 10,4 km norr om Chamacuero. Trakten runt Chamacuero består i huvudsak av gräsmarker.